# Карабановы
Карабановы (Коробановы) — русский дворянский род.
Восходит к началу XVI века. Их предок Иван Андреевич Карабанов, по прозвищу Булгак, был воеводой в Великих Луках. Его сыновья и внучата писались Булгаковы-Карабановы.
Наиболее известны из его потомков:
- Карабанов, Павел Фёдорович (1767—1851), собиратель исторических материалов;
- Карабанов, Пётр Матвеевич (1765—1829), поэт, статский советник.

Род внесён в VI часть родословной книги Смоленской, Московской и Рязанской губерний.

## Описание герба
В щите, имеющем красное поле, изображён серебряный гриф, у которого нос и передние когти золотые.
Щит увенчан обыкновенным дворянским шлемом с дворянской короной, на поверхности которой виден до половины чёрный одноглавый орёл с распростёртыми крыльями и золотая труба. Намёт на щите красный, подложенный серебром. Герб рода Карабановых внесён в Часть 2 Общего гербовника дворянских родов Всероссийской империи, стр. 86.

## Геральдика
В апреле 1794 года премьер-майор Павел Фёдорович Коробанов просил Московское дворянское собрание записать его в губернскую родословную книгу и выдать о дворянстве грамоту. В числе других документов он представил рисунок и описание герба «Гриф или Свобода», который, как утверждал, «издревле в нашей фамилии употребляем». Приведенное описание было таково: «В красном поле белый гриф, которого передняя половина с головы представляет орла с кривым и разверстным носом, вывешенным языком, поднявшись вверх передними лапами и с распростертыми к полету крылами, другая изображает льва, стоящего на задних ногах, с поднятым хвостом, у которого передние лапы и нос золотые, а лицом обращен в правую сторону. Над короной также половина чёрного орла с распростертыми крылами, без лап, но с золотой трубой». Щит покрыт увенчанной дворянской короной мантией, напоминавшей княжескую, но не подбитой горностаевым мехом. От герба Коробановых, внесенного в 1798 году в ОГДР, этот рисунок отличался поворотом головы грифона, а также обращенным вправо шлемом, который в официальном варианте был поставлен прямо.

## Известные представители
- Карабановы: Тарх, Сувор и Григорий — помещики в Вязьме (1548).
- Карабанов Иван Григорьевич большой — пожалован грамотами на вотчины за московское осадное сидение (1610 и 1619).
- Карабанов Михаил Степанович — голова у дворянских сотен (1619), московский дворянин (1671—1677).
- Карабанов Гаврила Михайлович — стряпчий (1683), стольник (1691—1692).
- Карабанов Фёдор Михайлович — стольник (1689—1692), ему жалованные грамоты на вотчины (1687 и 1691).
- Карабанов Иван Васильевич — московский дворянин (1692).
- Карабанов Пётр Фёдорович — сопровождал Петра I за границу (1697), подполковник[4][5].